# Matija Špoljarić
Matija Špoljarić (Limassol, 2 de abril de 1997) es un futbolista chipriota que juega de centrocampista en el Anorthosis Famagusta de la Primera División de Chipre. Es internacional con la selección de fútbol de Chipre.
Es hijo del exfutbolista chipriota Milenko Špoljarić.

## Trayectoria
Špoljarić debutó como profesional en 2017 con el Apollon Limassol, después de haber pasado por la cantera del Atlético de Madrid y por el C. D. Toledo B, al que llegó cedido por el club madrileño.
Durante la temporada 2018-19 estuvo cedido en el Alki Oroklini y, al final de la misma, fichó en propiedad por el AEK Larnaca.

## Selección nacional
Špoljarić es internacional con la selección de fútbol de Chipre, con la que debutó el 21 de marzo de 2019 en un partido de clasificación para la Eurocopa 2020 frente a la selección de fútbol de San Marino.
Antes de ser internacional absoluto, fue internacional sub-17 y sub-19 con la selección de fútbol de Serbia, aunque ya para la selección sub-21 se decidió por el combinado chipriota.

## Clubes
| Club                      | País   | Año       |
| ------------------------- | ------ | --------- |
| C. D. Toledo "B" (cedido) | España | 2016-2017 |
| Apollon Limassol          | Chipre | 2017-2019 |
| Alki Oroklini (cedido)    | Chipre | 2018-2019 |
| AEK Larnaca               | Chipre | 2019-2021 |
| Aris de Limassol          | Chipre | 2021-2024 |
| Anorthosis Famagusta      | Chipre | 2024-     |

## Palmarés

### Títulos nacionales
| Título                     | Club             | País   | Año  |
| -------------------------- | ---------------- | ------ | ---- |
| Primera División de Chipre | Aris de Limassol | Chipre | 2023 |
| Supercopa de Chipre        | Aris de Limassol | Chipre | 2023 |